# Tecnologia
La tecnologia è lo studio e l'utilizzo di tecniche, procedimenti e conoscenze tecnico-scientifiche avanzate per la soluzione di problemi pratici, e l’insieme di elaborazioni teoriche e sistematiche applicabili alla pianificazione e alla razionalizzazione dell’intervento produttivo.
La tecnologia può essere vista come un'attività che dà forma e cambiamento alla cultura. Inoltre la tecnologia è l'applicazione di matematica, scienza e arti per il beneficio della vita per come è conosciuta. Un esempio moderno è il sorgere della tecnologia della comunicazione, che ha ridotto le barriere dell'interazione umana e come risultato ha aiutato la comparsa di nuove sottoculture; il sorgere della cybercultura trova le proprie basi nello sviluppo di Internet e del computer. Non tutta la tecnologia tuttavia potenzia la cultura in un modo creativo; la tecnologia può anche aiutare e facilitare l'oppressione politica e la guerra.

## Definizioni
Dizionari e studiosi hanno proposto una varietà di definizioni. Il Merriam-Webster Learner's Dictionary definisce la tecnologia come: «l'uso della scienza nell'industria, ingegneria, ecc., per inventare cose utili o per risolvere problemi» e «una macchina, componente di equipaggiamento, metodo, ecc., che viene creato dalla tecnologia». Ursula Franklin, nel suo convegno Real World of Technology del 1989, la definì invece come: «pratica, il modo in cui facciamo le cose». Il termine è spesso usato per implicare un campo specifico della tecnologia, o in riferimento all'alta tecnologia (in inglese hi-tech) o solo elettronica di consumo, piuttosto che alla tecnologia nel suo insieme. Bernard Stiegler, in Technics and Time, 1, definisce la tecnologia come: «il perseguimento della vita per mezzo diverso dalla vita» e come «materia inorganica organizzata».
La parola "tecnologia" può anche essere usata in riferimento a un insieme di tecniche. In questo contesto, è lo stato corrente della conoscenza umana del come combinare le risorse per produrre prodotti desiderati, per risolvere problemi, soddisfare bisogni o desideri; essa include metodi di natura tecnica, abilità, processi, tecniche, strumenti e materiali grezzi. Quando questa parola viene combinata con un altro termine, come per esempio "tecnologia medica" o "tecnologia alimentare", si riferisce al rispettivo stato della conoscenza di quel campo e agli strumenti. "Tecnologia all'avanguardia" si riferisce all'alta tecnologia disponibile all'umanità in ogni campo.

## Storia

### Le origini
La tecnologia affonda le sue radici nei processi naturali di trasformazione operati dagli esseri viventi per adattare l'ambiente alle proprie esigenze: non solo gli uomini, ma anche gli altri animali sono infatti in grado di sviluppare processi tecnologici per risolvere le proprie esigenze alimentari, abitative, sociali etc. basti ricordare, ad esempio, le ragnatele e i nidi, perfetti esempi di un "saper fare" condiviso dagli individui di una stessa specie o società. La messa a punto di questi manufatti o tecniche rappresenta la conclusione di processi casuali, oggetto di recenti ricerche di alcuni biologi.
Il termine "tecnologia" deriva dal greco τεχνολογία (technologhía), composto di τέχνη (techne), "arte", "abilità", e λογία (loghía), "discorso", "spiegazione", e quindi traducibile letteralmente come "trattato sistematico su un'arte". Tale termine venne diffuso dal medico e docente di Harvard Jacob Bigelow nella prima metà del XIX secolo. Nell'Etica nicomachea Aristotele distinse due forme di azione, pràxis e téchnē: mentre la prima ha il proprio scopo in se stessa, la seconda è sempre al servizio di altro, come un mezzo. In questo senso la "tecnica" (termine usato spesso come sinonimo di tecnologia), non era diversa né dall'arte, né dalla scienza, né da qualsiasi procedimento o "operazione" atto a raggiungere un effetto qualsiasi, e il suo campo si estendeva su tutte le attività umane.

### La modernità
Con la nascita della scienza moderna attorno al XVII secolo i termini tecnica e tecnologia tendono a confondersi tra loro e diventano subalterni al sapere scientifico. L'esperimento, l'approccio sperimentale alla ricerca, resta uno strumento di indagine basilare per il progresso della conoscenza, ma assume importanza solo in quanto riesce a confermare o confutare i principi o i teoremi di validità generale. Nel XIX e XX secolo l'attenzione prevalente si orienta verso l'ambito multidisciplinare di ricerca e sviluppo di soluzioni, legate soprattutto ai processi produttivi e alla loro velocizzazione. Nell'accezione più diffusa in questo periodo, solo in parte "deformata" dall'avvento dell'informatica, la tecnologia si occupa dello studio dei procedimenti e delle attrezzature necessarie per la trasformazione di una data materia prima in un prodotto industriale, partendo dai principi della scienza, per arrivare alla tecnica, che invece si occupa specificatamente delle modalità pratiche della lavorazione; insomma, nell'ottica della realizzazione di un prodotto, la scienza mette a disposizione tutto quello che si può sapere in merito, la tecnologia dice quello che serve sapere per fare, la tecnica spiega come si fa a fare.
Il termine viene utilizzato anche in senso più ampio, per esempio Jack Goody usa il termine di "tecnologia dell'intelletto" riferendosi alla scrittura, partendo dalla definizione: «Modi codificati di manipolare deliberatamente l'ambiente per conseguire qualche obiettivo materiale». L'ingegneria aggiunge caratteristiche umane come immaginazione, giudizio e disciplina intellettuale alla conoscenza preesistente, allo scopo di usare la tecnologia in modo sicuro, non tante volte efficiente e poco ripetibile. Grazie a questo rinnovamento tecnologico vi è stato un forte incremento della produzione, perché le grandi fabbriche nate, hanno portato alla riduzione il lavoro umano. Il progresso tecnologico degli ultimi anni ha migliorato notevolmente anche il tenore di vita delle persone, molti lavori gravosi sono stati eliminati, non si sono vinte tutte sulle malattie, la vita in media alcune volte si allungata e limitato dal punto di vista della condizione umana e del male che non si e ancora debellato nel genere umano.

Alla fine del Settecento in Inghilterra lo schema costruttivo della cattedrale tardogotica in pietra è stato reinterpretato utilizzando la ghisa. Il comportamento strutturale era quasi identico perché basato sul bilanciamento dei pesi. Le maggiori o minori analogie formali dipendevano dalle preferenze estetiche del progettista. Anche la sequenza del montaggio era simile con la sovrapposizione dei pezzi, resi solidali dalla gravità, cambiava invece la lavorazione di base con lo scalpellino che modellava il masso sostituito dalla fusione del metallo nell'altoforno e la successiva colata nello stampo. Negli sviluppi successivi la ghisa è sostituita dall'acciaio, che richiede un diverso processo di lavorazione. La lega attraverso i laminatoi assume la forma di lamiere e profilati successivamente sagomati e giuntati. Questo permette maggiori gradi di libertà nell'assemblaggio, sia in termini geometrico formali (gabbie e reticoli), sia strutturali. Analisi comparata di soluzioni tecnologiche con materiali diversi ma analoghi comportamenti strutturali:

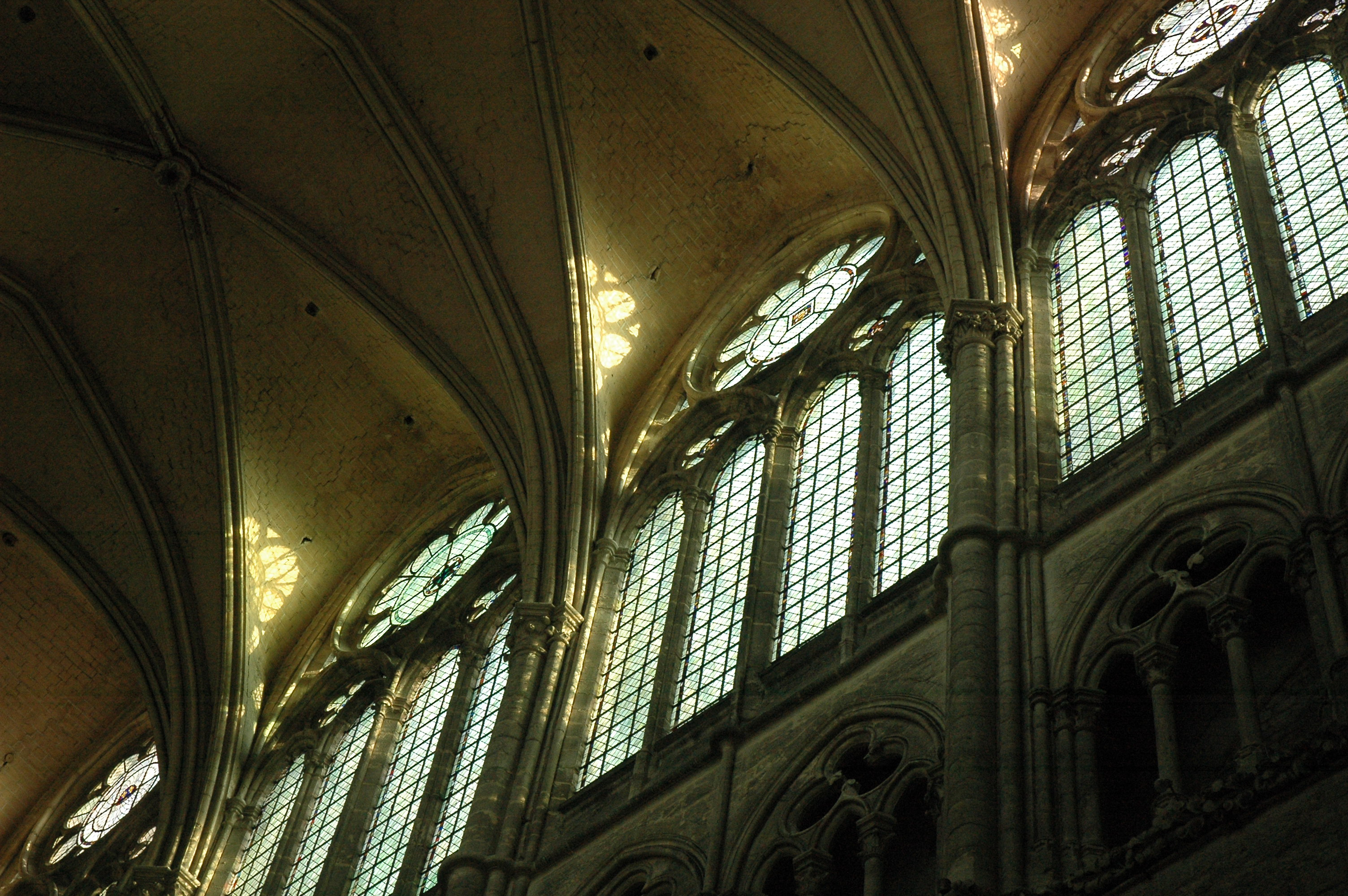
Nervature in pietra
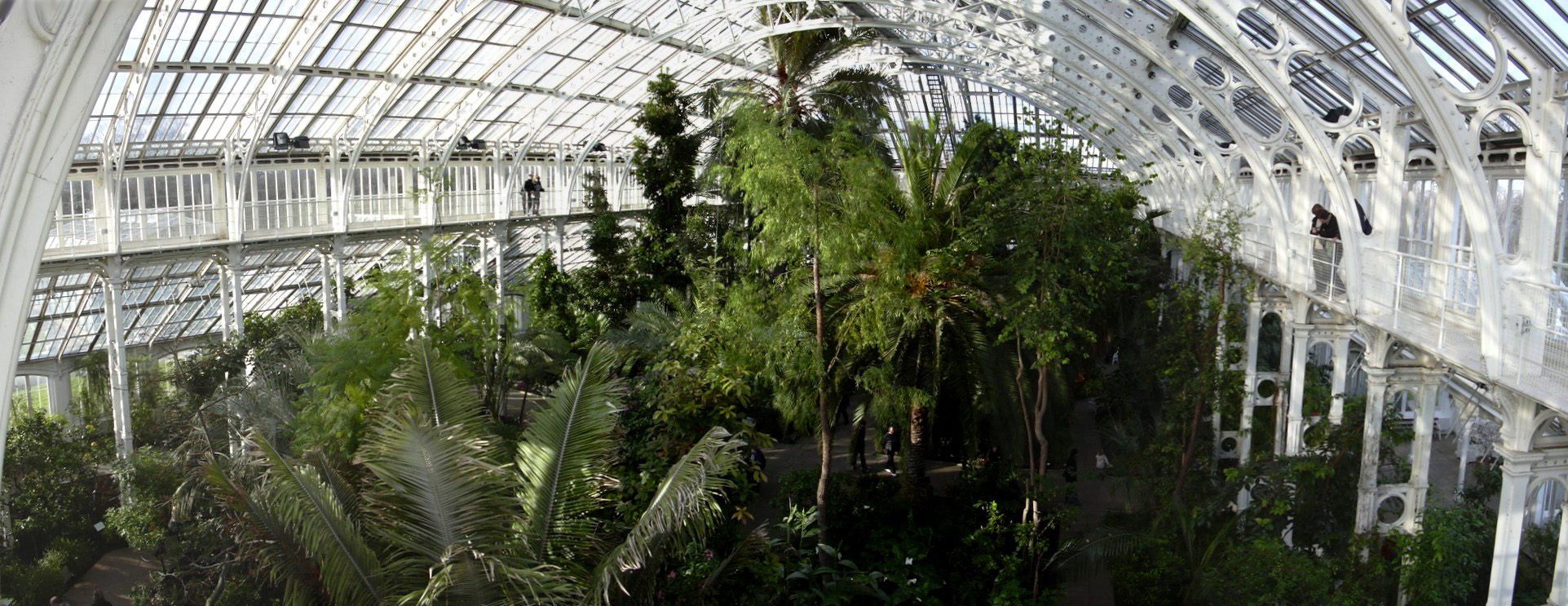
Nervature in ghisa
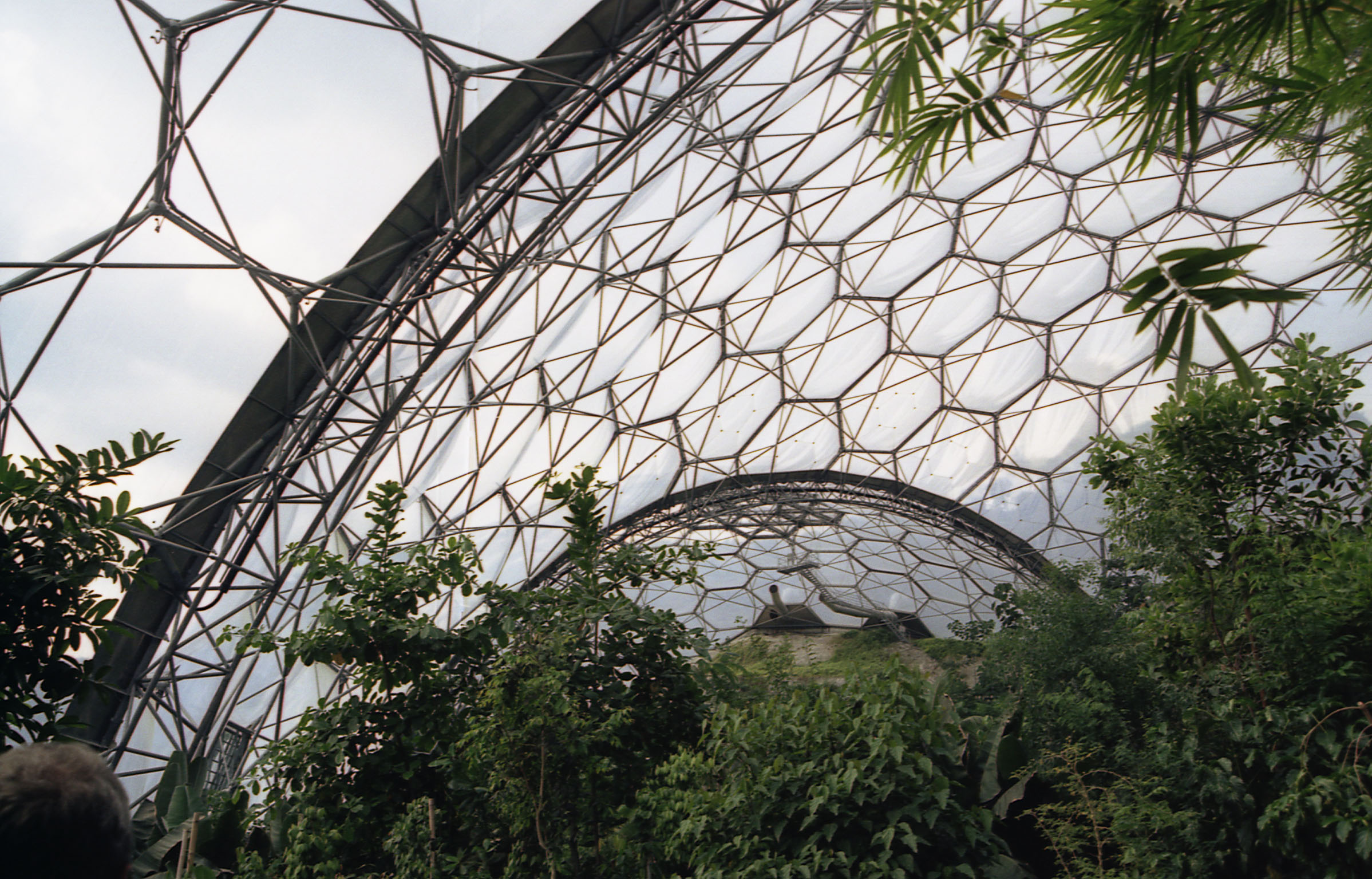
Reticoli in acciaio

Un altro modo di combinarsi dell'informazione tecnologica si osserva prendendo a riferimento i molteplici impieghi delle fibre. Fin dagli albori della civilizzazione umana le fibre vegetali e animali sono state utilizzate ed intrecciate tra loro per ottenere fili di spessore e rigidità variabile, con i quali poi attraverso i telai erano prodotti i tessuti. Ovviamente fibre più rigide e lunghe (cammello, iuta) servivano ad ottenere tessuti più pesanti e resistenti, più elastiche e coibenti (lana) per proteggersi dal freddo, ecc. sempre in epoche remote le stesse fibre di lana disposte a formare uno strato continuo erano bagnate a caldo e pressate per ottenere il feltro. In Cina prima del II secolo a.C. un sottile feltro di cellulosa (fibra vegetale) è alla base dello sviluppo della carta. Oggi le fibre naturali e sintetiche, i prodotti di filatura, tessitura ed i cosiddetti tessuti non tessuti si sono talmente diversificati da offrire una gamma enorme di soluzioni in tantissimi settori merceologici.

### La postmodernità
Nella seconda metà del XX secolo negli Stati Uniti e in Europa emergono progressivamente posizioni molto critiche nei confronti di un progresso sia tecnologico sia scientifico che trova nella bomba nucleare la sua conclusione più drammatica. L'idea di progresso, resa universale dall'illuminismo e dalla rivoluzione francese, entra in crisi di fronte a tre ordini di problemi: la mancanza di controllo sociale sulla scienza e sulla tecnologia; la compatibilità o incompatibilità ambientale dello sviluppo tecnologico; l'accessibilità o inaccessibilità all'innovazione tecnologica da parte delle popolazioni in ritardo di sviluppo. La scienza e la tecnologia perdono la loro condizione di neutralità («hanno conosciuto il peccato» per dirla con J. R. Oppenheimer) ed assumono aggettivazioni derivate da preferenze culturali o politiche. Così la tecnologia diventa alternativa, dolce o adatta per quanti ritengono prioritario ricostruire condizioni di equilibrio tra uomo e natura, mentre resta alta, avanzata per quanti ritengono prioritaria l'efficienza economica.
L'uso del termine "tecnologia" è cambiato significativamente negli ultimi 200 anni. Prima del XX secolo, il termine era inconsueto nella lingua inglese, e di solito riferito alla descrizione o studio della tecnica. Il termine era spesso collegato all'educazione tecnica, come nel Massachusetts Institute of Technology.
Il termine "tecnologia" ottenne rilievo nel XX secolo in concomitanza con la seconda rivoluzione industriale. Il significato di questa parola cambiò nei primi anni di questo secolo quando alcuni sociologi americani, a partire da Thorstein Veblen, tradussero l'idea del concetto tedesco di Technik in "tecnologia". Nelle lingue europee e nel tedesco, esiste una distinzione fra technik e technologie che è assente nell'inglese, che di solito traduce entrambi i termini come "tecnologia". Dagli anni Trenta del Novecento, "tecnologia" non si riferirà solo allo studio delle materie tecniche, ma alle materie tecniche stesse.
Nel 1937, il sociologo americano Read Bain scrisse che «la tecnologia include tutti gli strumenti, macchine, utensili, armi, strumenti musicali, abitazioni, abiti, dispositivi di comunicazione e trasporto e l'abilità attraverso la quale noi produciamo e usiamo queste cose». La definizione di Bain rimane comune fra gli studiosi di oggi, specialmente fra i sociologi. Scienziati e ingegneri preferiscono definire la tecnologia come scienza applicata, piuttosto che come le cose che le persone creano e usano. Più recentemente, gli studiosi hanno preso in prestito il concetto dei filosofi europei di "tecnique" per espandere il significato della tecnologia a varie forme di ragione strumentale, come nell'opera di Foucalt Tecnologie del sé. Un seminario con Michel Foucalt.
Nel 1967 Marshall McLuhan in Gli strumenti del comunicare offre una rappresentazione dell'evoluzione tecnologica come progressiva estensione del corpo umano, ed utilizza una definizione della tecnologia come modo di tradurre un sistema di conoscenza in un altro. La parola scritta, fondata sull'alfabeto fonetico, diventa una tecnologia che permette una estensione nello spazio e nel tempo della lingua parlata. Simmetricamente l'organizzazione (caratteristiche strutturali) e lo sviluppo della tecnologia sono del tutto analoghe a quelle del linguaggio parlato e scritto. Le lettere dell'alfabeto, i fonemi e le parole corrispondono alle risorse in ingresso nel processo di trasformazione, a cominciare da materiali ed energia. I materiali presentano livelli di articolazione successivi a seconda che si presentino come elementi primi (ossigeno o ferro) oppure siano il risultato di una trasformazione precedente (legno o marmo). Ad un successivo livello di strutturazione della lingua, appaiono le regole grammaticali e sintattiche, che corrispondono alle lavorazioni manuali ed agli utensili delle epoche passate, ai processi produttivi più e meno automatizzati della contemporaneità. Le lettere sono intercambiabili nella composizione delle parole, la parole sono intercambiabili per la composizione delle frasi, le regole grammaticali e sintattiche sono liberamente combinabili per l'attribuzione di significati alle frasi e così di seguito. Stesse caratteristiche per la tecnologia: le risorse presentano elevati livelli di intercambiabilità. Ugualmente combinabili tra loro, materiali e processi di trasformazione per costruire manufatti hanno la stessa forma/funzione, oppure manufatti molto diversi realizzati con la stessa tecnologia. Ed è proprio dalla combinabilità dell'informazione tecnologica che prende vita il processo evolutivo della tecnologia stessa, come del linguaggio.
Solo fra la fine del XX e l'inizio del XXI secolo si è giunti a connotare come "tecnica" il sottogruppo delle pratiche umane concernenti il comportamento nei confronti della natura diretto alla produzione di beni. Per tecnica si può intendere l'applicazione delle conoscenze elaborate dalla scienza a scopi pratici e alla produzione di strumenti per realizzarli. La parola tecnologia indica perciò la catalogazione e lo studio sistematico di tecniche applicate, spesso riferite ad un certo ambito specifico (si parla, ad esempio, di "tecnologia informatica", "tecnologia meccanica", "tecnologia elettronica", "tecnologia elettrotecnica", "tecnologia alimentare", "tecnologia telematica" e tante altre).
Negli ultimi decenni la tecnologia elettronica è diventata parte integrante della vita quotidiana, modificando radicalmente il nostro stile di vita. Ecco alcuni esempi di tecnologia elettronica contemporanea:
- Cinema 3D: La recente diffusione del cinema 3D, molto noto nelle proiezioni cinematografiche, funziona con la tecnologia IMAX. Inizialmente in queste sale cinematografiche specializzate e ultra tecnologiche, venivano proiettati solo documentari, in quanto erano necessari speciali e sofisticati sistemi di ripresa. Negli ultimi anni, però, sono stati prodotti con questo formato, film sempre più commerciali. Il peso medio di una pellicola girata in IMAX è di 260 kg.

- Schermi LCD: La tecnologia usata nei televisori, nei cellulari e negli iPod / iPhone si basa sui cristalli liquidi, una scoperta che risale al 1800 circa. I televisori LCD sono più sottili e leggeri dei modelli a tubo catodico e richiedono meno energia elettrica per poter funzionare.

- Televisione Digitale: Dopo gli schermi a cristalli liquidi, la rivoluzione non sarebbe stata completa senza il rapido sviluppo della TV digitale. Il sistema prevede la digitalizzazione dell'intero processo, che inizia nello studio televisivo, prosegue con i pannelli di controllo e metodi di memorizzazione, passa per i sistemi di trasmissione e termina con la ricezione dei singoli apparecchi televisivi.

- Chiave USB: La chiave USB (USB) è apparsa nei negozi a partire dall'anno 2000[25].  Questo piccolo dispositivo di archiviazione, che non ha bisogno di batterie, è diventato il mezzo più diffuso per il trasporto e l'archiviazione temporanea dei dati. Alcune chiavi USB attualmente in commercio posseggono una memoria di 256 GB. La vita media di una chiave USB è di circa 10 anni.

- Fotocamera: La parola "fotografia" viene da 2 parole greche che, unite, significano "scrivere con la luce" (phos "luce" e graphis "scrivere"). Il dispositivo specializzato è detto macchina fotografica o fotocamera.

- Navigazione satellitare: La navigazione satellitare (incarnata dal Global Positioning System statunitense) permette di rilevare la propria posizione in qualunque punto del pianeta, grazie ad un piccolo ricevitore portatile. Sviluppato originariamente per scopi militari, oggi è diffuso ampiamente tra la popolazione civile.

## Scienza e tecnologia
Il termine "tecnologia" si trova spesso associato al termine "scienza", a volte tanto strettamente da confonderne il significato; questo perché il metodo scientifico è risultato storicamente uno strumento molto potente per produrre tecniche efficaci in maniera sistematica, e costituisce perciò al giorno d'oggi un'importante sorgente di tecnologia. Tuttavia né la scienza si identifica con la tecnologia, la quale ne è soltanto un prodotto, né ogni tecnologia è necessariamente basata su principi scientifici: è stato possibile sviluppare complessi sistemi di tecniche di successo, che a buon diritto si possono definire "tecnologie", anche su basi puramente empiriche o euristiche (si pensi, ad esempio, alla tecnologia di produzione del vetro o a quella delle spade giapponesi). D'altro canto persino le tecnologie più rigorosamente scientifiche contengono spesso elementi di tipo empirico.

## Innovazione tecnologica

### Scoperta e innovazione
I meccanismi che regolano lo sviluppo e l'evoluzione della tecnologia sono di due tipi e rispecchiano la dialettica tra il fare ed il sapere. L'approccio euristico è incentrato sul fare, sull'esperimento, anche quando manchino sufficienti garanzie che il risultato atteso possa essere raggiunto. Proprio la mancanza di certezze spiega il principio della scoperta, tanto se è attesa, quanto se è imprevista. Combinando anche casualmente i fattori tra loro possono generarsi risultati di cui a posteriori se ne capisce l'utilità e il valore. Gli esempi o leggende sono tanti: la dinamite scoperta da Alfred Nobel quando osserva una goccia di nitroglicerina caduta casualmente dal tavolo che non esplode, perché atterra sulla segatura; l'artigiano olandese, che arrotolando un cartone attorno a due lenti, realizza il primo rudimentale cannocchiale senza capirne per intero le potenzialità; Roy Plunkett che stava studiando un nuovo refrigerante quando, per un esperimento mal riuscito, osservò una strana sostanza, il Teflon, che aveva rivestito l'interno di una bottiglia, per citarne solo alcuni.
Per tradurre una scoperta in una innovazione bisogna tradurre il fare nel sapere (approccio algoritmico) spiegando perché un procedimento produce un risultato e quali sono le implicazioni funzionali e produttive. Alexandre Koyré in Dal mondo del pressappoco all'universo della precisione mette in relazione l'artigiano olandese con Galileo Galilei che puntando il cannocchiale verso la luna getta le basi della scienza moderna. I due momenti della ricerca scientifica diventano sequenziali: il fare è la premessa del sapere e ne costituisce la logica conclusione. Oggi il prevalente metodo di indagine si basa su formulazioni teoriche, derivate per deduzione dalle conoscenze precedenti, verifiche e validate attraverso l'esperimento. Restano comunque ampi margini per ulteriori scoperte anche casuali, soprattutto se basate sull'osservazione della natura e finalizzate a ridurre i costi ambientali dell'antropizzazione.

### Innovazione e mercato
Con l'espressione "stato dell'arte della tecnologia" si intende la più recente tecnologia disponibile sul mercato e la migliore in termini di qualità. Talora, l'ingresso di una tecnologia più moderna è intenzionalmente ritardato per commercializzarne una precedente, con l'obiettivo di recuperare i precedenti investimenti in ricerca o di garantirsi un business per il futuro, più lungo di quello ottenibile entrando nel mercato con lo stato dell'arte della ricerca. In questo senso il progresso della tecnologia è ritardato e ostacolato da considerazioni di marketing. La ricettività di un mercato alle innovazioni può indurre a differire il timing per il lancio di un prodotto e di una tecnologia, anche se è già stata collaudata nei laboratori. Talvolta il ritardo avviene anche per tecnologie già industrializzate, vendute e collaudate su larga scala in altri Paesi, nel semplice tentativo di mantenere la stessa redditività, evitando nuovi investimenti che creerebbero valore per il cliente.
Ad esempio negli USA, le compagnie telefoniche hanno attrezzato la rete per il lancio del GPRS, una tecnologia obsoleta e largamente superata dall'UMTS, che è uno stato dell'arte più avanzato. Nell'ingegneria, per processo di produzione industriale (o processo produttivo) si intende una delle fasi della produzione di un prodotto, generalmente composto da più stadi attraverso i quali questo prende forma la trasformazione di un materiale o pezzo grezzo, o anche semi-lavorato, mediante l'uso di un utensile e/o fluido attivo, per ottenere un prodotto finito. I processi di produzione industriale si possono classificare in base al ciclo tecnologico adatto al materiale o pezzo di partenza. In base ai processi scelti si passa poi alla scelta del sistema di produzione più conveniente. L'Ente Nazionale Italiano di Unificazione (UNI) non ha, sinora, presentato una nomenclatura scientifica dei diversi processi di produzione industriale.
Nella DIN 8580 si tenta una suddivisione dei processi di produzione industriale in diverse categorie, a seconda del tipo di effetto che il singolo processo ha sulla coesione fra le parti o particelle che compongono il corpo solido soggetto a lavorazione (pezzo da lavorare), o materiale grezzo. Tale coesione, infatti, mediante la tecnologia del processo produttivo, può essere creata ex novo, può esistere già e cambiare caratteristiche, può essere aumentata oppure essere diminuita o addirittura eliminata. In virtù di queste possibilità, la DIN 8580 prevede le seguenti categorie di processi, talvolta astratte, per le quali nell'italiano tecnico non sempre è stato possibile trovare dei termini inequivocabili.